# Бускарини, Армандо
Армандо Бускарини(настоящее имя Антонио Армандо Гарсия Барриос (исп. Armando Buscarini, Antonio Armando García Barrios, 16 июля 1904, Эскарай — 9 июня 1940, Логроньо) — испанский поэт, прозаик, драматург, яркий представитель мадридской богемы между двумя войнами.

## Биография
Сын матери-одиночки, которая беременной вернулась на родину из эмиграции в Аргентину. Подростком переехал в Мадрид с намерением стать писателем, взял псевдоним, как предполагают, по фамилии отца, итальянского моряка, которого никогда не видел.
Опубликовал несколько книг стихотворений, романов и пьес, которые пытался продавать сам на улицах столицы (Книга — за песету, с автографом — за две). Дневал и ночевал в кафе «Помбо», где был знаком с Р. Кансиносом-Ассенсом, Р. Гомесом де ла Серна и другими завсегдатаями. Отличался скандальным поведением, покушался на самоубийство, арестовывался полицией. У него обнаружились симптомы паранойи, подозрительность по отношению к матери.
Литературная жизнь Бускарини продолжалась в целом 10 лет. В 1929 году мать отправила его в мадридскую психиатрическую лечебницу, откуда его перевели в Вальядолид (там он составил завещание, адресованное королю Альфонсо XIII), а в 1932 году — в клинику в Логроньо, где он и умер от сифилиса и шизофрении.

## Память
В 1990-е годы его биография по журналистским заметкам и очеркам Кансиноса Ассенса и Гомеса де ла Серна, запискам психиатров и другим источникам была восстановлена испанским писателем Хуаном Мануэлем де Прада, который, кроме того, ввел его в свой роман Маски героя (1996). Столетний юбилей проклятого поэта (2004) ознаменовался серией посвященных ему конференций. В 2000-е годы были изданы несколькими томами его стихи, переписка, проза и драматические сочинения. Эссе его фигуре и творчеству посвятил Луис Антонио де Вильена (2008).

## Произведения

### Проза
- 1918 — Cantares
- 1917 — Emocionantísimas aventuras de Calck-Zettin. El emperador de los detectives
- 1923 — El riesgo es el eje sublime de la vida
- 1924 — El arte de pasar hambre
- 1924 — El aluvión
- 1924 — Mis memorias
- 1924 — Maruja la de Cristo
- 1924 — Las luces de la Virgen del Puerto
- 1925 — La Reina del Bosque
- 1925 — San Antonio de la Florida
- 1927 — Los dos alfareros

### Поэзия
- 1919 — Ensueños
- 1920 — Sombras
- 1920 — Cancionero del arroyo
- 1921 — Romanticismo
- 1921 — Poemas sin nombre
- 1921 — Rosas negras
- 1921 — Yo y mis versos
- 1922 — Con la cruz a cuestas
- 1922 — Por el amor de Dios
- 1922 — Dolorosa errante
- 1924 — Primavera sin sol
- 1926 — Baladas
- 1926 — Los lauros
- 1928 — El umbral del recuerdo

### Драматургия
- 1923 — Sor misericordia (под псевдонимом Марио Арнольд)
- 1924 — El rey de los milagros
- 1925 — La Reina del Bosque
- 1927 — La cortesana del Regina
- 1928 — El rufián

### Новейшие издания
- 1996 — Mis memorias
- 2006 — Orgullo. Poesía (in)completa.
- 2006 — Cartas Vivas. Epistolario inédito
- 2007 — Epístolas líricas
- 2008 — El Rufián. Teatro, narrativa y memorias